# Hoff Open 2015
El torneo Hoff Open 2015 es un torneo profesional de tenis. Pertenece al ATP Challenger Series 2015. Se disputará su 1ª edición sobre superficie tierra batida, en Moscú, Rusia entre el 8 al el 14 de junio de 2015.

## Jugadores participantes del cuadro de individuales
| Favorito | País                            | Jugador                 | Rank1 | Posición en el torneo |
| -------- | ------------------------------- | ----------------------- | ----- | --------------------- |
| 1        | Bandera de España               | Marcel Granollers       | 57    | Cuartos de final      |
| 2        | Bandera de Rusia                | Teimuraz Gabashvili     | 74    | Cuartos de final      |
| 3        | Bandera de Bosnia y Herzegovina | Damir Džumhur           | 88    | Cuartos de final      |
| 4        | Bandera de Eslovenia            | Blaž Rola               | 97    | Primera ronda         |
| 5        | Bandera de Moldavia             | Radu Albot              | 130   | FINAL                 |
| 6        | Bandera de Rusia                | Alexander Kudryavtsev   | 131   | Primera ronda         |
| 7        | Bandera de España               | Daniel Muñoz de la Nava | 134   | CAMPEÓN               |
| 8        | Bandera de Argentina            | Horacio Zeballos        | 142   | Semifinales           |

- 1 Se ha tomado en cuenta el ranking del 25 de mayo de 2015.

### Otros participantes
Los siguientes jugadores recibieron una invitación (wild card), por lo tanto ingresan directamente al cuadro principal (WC):
- Philipp Davydenko
- Iván Gájov
- Daniil Medvedev
- Evgeny Tyurnev

Los siguientes jugadores ingresan al cuadro principal tras disputar el cuadro clasificatorio (Q):
- Patricio Heras
- Anton Zaitcev
- Mikhail Elgin
- Thiago Monteiro

## Campeones

### Individual Masculino
- Daniel Muñoz de la Nava derrotó en la final a  Radu Albot, 6–0, 6–1

### Dobles Masculino
- Renzo Olivo /  Horacio Zeballos derrotaron en la final a  Julio Peralta /  Matt Seeberger, 7–5, 6–3.